# Großer Amerikanischer Straßenbahnskandal

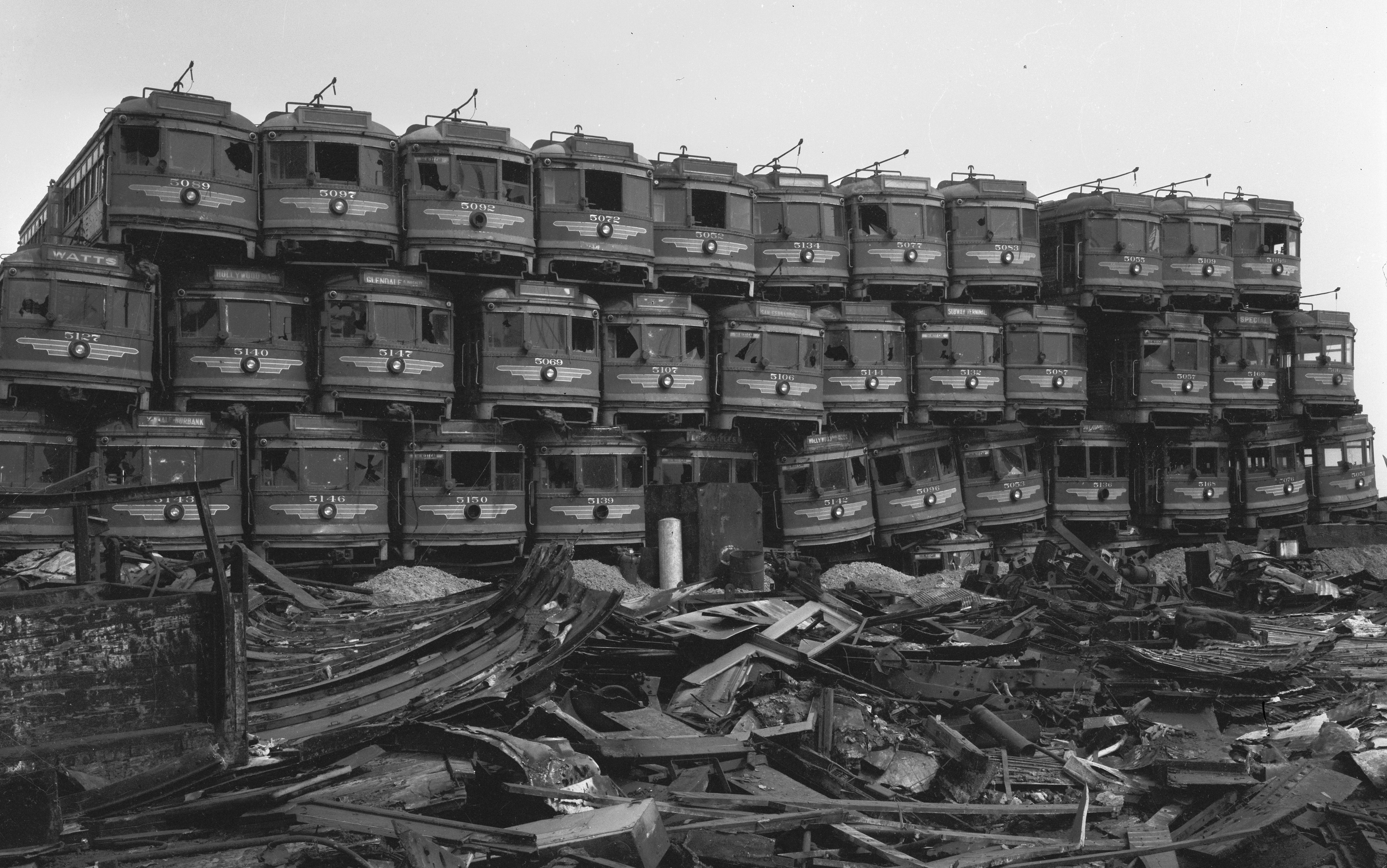
Straßenbahn-Triebwagen der Pacific Electric Railway, gestapelt auf einem Schrottplatz, 1956

Als Großer Amerikanischer Straßenbahnskandal, auch General Motors Straßenbahn-Verschwörung (englisch General Motors streetcar conspiracy), wird die systematische Zerstörung des auf der Straßenbahn basierenden öffentlichen Personennahverkehrs in 45 Städten der Vereinigten Staaten unter Führung des größten Automobilherstellers der USA, General Motors (GM), ab den 1930er bis in die 1960er Jahre bezeichnet. Die Verkehrsunternehmen wurden aufgekauft, um anschließend eine Stilllegung der Straßenbahnstrecken zu Gunsten des Automobilverkehrs zu erreichen, damit Fahrzeuge und Betriebsstoffe aus eigener Produktion abgesetzt werden konnten.

## Geschichte
In den frühen 1900er Jahren begann der langjährige Präsident von General Motors, Alfred P. Sloan, mit der Umsetzung eines Plans zur Erhöhung der Autoverkäufe durch die Beseitigung der Straßenbahnen. Im Jahr 1922 gründete Sloan eine spezielle Abteilung bei GM, die unter anderem für die Aufgabe verantwortlich war, die elektrischen Bahnen durch Autos, Lastwagen und Busse zu ersetzen. Menschen, die dann keine Möglichkeit mehr hatten, Straßenbahnen zu benutzen, stiegen um auf Busse oder kauften und fuhren selbst ein Auto. Auch andere Automobilhersteller hatten solche Pläne.
Über die Tochtergesellschaft Motor Transit Corporation war GM an der Gründung der Greyhound Corporation, eines Hauptanbieters von Bus-Überlandlinien, beteiligt. GM war alleiniger Buslieferant für Greyhound und besaß ein Kontrollpaket an deren Aktien bis 1948.
1936 wurde das Unternehmen National City Lines (NCL) durch GM, Yellow Coach und früheren Greyhound-Verantwortlichen neu formiert. 1955 ließ GM die Straßenbahnen in Detroit demontieren. 1963 fuhr schließlich in Los Angeles die letzte Straßenbahn. Manche Experten vermuten, dass die Straßenbahnen aber auch ohne konspirative Aktivitäten verschwunden wären.
Bis ein Urteil des Obersten Gerichtshofes 1956 diese Praxis, Straßenbahnnetze stillzulegen, endgültig untersagte, hatte sich die Zahl der Straßenbahnfahrzeuge in den Vereinigten Staaten bereits von 37.000 auf 5.300 verringert. Dass dahinter ein organisiertes Netzwerk von Automobilkonzernen steckte, wurde erst 1974 einer breiteren Öffentlichkeit bekannt. Bradford Snell, ein Anwalt der US-Regierung, verfasste für den Anti-Monopol-Ausschuss im Senat einen Bericht auf Basis der Gerichtsakten von 1956.

### National City Lines
Das kleine Busunternehmen National City Lines, das seit 1920 aktiv war, wurde 1936 zu einer Holding, in die Gesellschaften wie General Motors, Firestone Tire, Standard Oil of California, Phillips Petroleum, Mack Trucks und die Federal Engineering Corporation verdeckt investierten und im Gegenzug exklusive Lieferverträge für Fahrzeuge, Reifen und Öl erhielten. Weitere gleichartige Firmen waren die Pacific City Lines (an der Westküste der USA ab 1938) und American City Lines (in Großstädten ab 1943). Zwischen 1936 und 1950 kaufte National City Lines mehr als hundert elektrische Straßenbahn- oder Interurban-Betriebe, darunter Detroit, Cleveland, New York City, Oakland, Philadelphia, St. Louis, Salt Lake City, Tulsa, Baltimore und Los Angeles, und ersetzte sie mit Bussen von General Motors. American City Lines fusionierte 1946 mit National City Lines.
1947 wurden beim Federal District Court von Kalifornien neun Unternehmen und sieben Einzelpersonen wegen einer kriminellen Verschwörung angeklagt. 1949 wurden General Motors, Phillips Petroleum, Firestone Tire, Standard Oil of California und Mack Trucks des Verstoßes gegen den Sherman Antitrust Act, der das US-Wettbewerbsrecht regelt, schuldig gesprochen. General Motors zahlte 5000 US-Dollar Strafe, die anderen kamen mit geringen Strafen bzw. Verwarnungen davon.

## Ursachen
Im 19. Jahrhundert begann der Nahverkehr in US-Städten zunächst mit schienengebundenen Pferdebahnen, später mit Kabelstraßenbahnen (Cable Cars). Um 1890 begann der Einsatz von elektrischer Energie bei Straßenbahnen. Für die benötigte Elektrizität errichteten die Unternehmen Kraftwerke. Sie fingen an, ihren überschüssigen Strom an Verbraucher zu verkaufen, und mit der Zeit verlagerte sich der Schwerpunkt der Unternehmen auf die allgemeine Energieversorgung. Die erzielten Gewinne im Transportgeschäft wurden oftmals für Investitionen in Stromverteilungsnetze investiert. Langfristige Investitionen in Streckennetz und Fahrzeugpark wurden dafür zurückgestellt. Um 1916 war der Verschleiß an Fahrzeugen im US-Durchschnitt höher als die Ersatzinvestitionen.
James Howard Kunstler sagt, ab 1925, nach dem Erwerb der Yellow Coach Manufacturing Company, hätte GM eine systematische Kampagne begonnen, Straßenbahnlinien in ganz Amerika zu verdrängen. Kunstler zufolge errichtete GM ein komplexes Netzwerk von Tochtergesellschaften und Holdings, um Straßenbahnbetriebe aufzukaufen, die Schienen zu entfernen und die Fahrstrecken in Buslinien umzuwandeln. Yellow Coach wurde 1923 gegründet, um Motorreisebusse für den amerikanischen Markt zu bauen. Das Unternehmen wurde später die Basis der Lastwagen- und Bussparte (umbenannt 1943) des Konzerns.
Antero Pietila bemerkt, wie überall anders auch hätte NCL systematisch begonnen, die Straßenbahnen der Baltimore Transit Company durch GM-Busse zu ersetzen, ausgestattet mit Firestone-Reifen. Diese Busse verbrauchten Kraftstoff, welche die beiden Partnerölfirmen nur allzu gerne lieferten.
Der Public Utility Holding Company Act von 1935, ein Kartellrechtsgesetz, verbot den Energieversorgern als regulierten Unternehmen den Betrieb von unregulierten Geschäftsfeldern. Darunter zählten viele Straßenbahnbetriebe. Bei der Wahl zwischen den Geschäftsbereichen wurde das gewinnträchtige Energiegeschäft bevorzugt und die Straßenbahnen verkauft. Regulierungen der Fahrpreise und der Arbeitsbedingungen schränkten die Handlungsfähigkeit der Verkehrsunternehmen zusätzlich ein.
Die mit der Massenmotorisierung einsetzende Suburbanisierung verschob die Verkehrsströme und führte zu einer schnellen Vermehrung der Pkw-Nutzer. Die mit Straßenbahnlinien zu erzielenden Gewinne sanken so nach dem Ende des Zweiten Weltkriegs. Der Zeitgeist einer autogerechten Stadt erleichterte die Begründung für Stilllegungen.

## Aufklärung
1970 stellte der Student der Harvard Law School Robert Eldridge Hicks die Ereignisse zusammen, um die Hintergründe des Skandals aufzudecken. Die Ergebnisse wurden zuerst 1973 in Politics of Land veröffentlicht. Mit der Aussage vor dem Anti-Monopol-Ausschusses des Senats der Vereinigten Staaten und der Vorstellung seines Berichtes („American ground transport:…“) wurden die Recherchen des US-Regierungsanwaltes Bradford Snell der Öffentlichkeit bekannt. Er betonte die zentrale Rolle von National City Lines für die Stilllegung der Straßenbahnen.

## Auswirkungen
Nach den öffentlichkeitswirksamen Ausführungen von Bradford Snell wurde der Skandal von einigen als wesentlicher Grund für das Verschwinden der Straßenbahn in den USA angesehen. So wurde diese Theorie nachfolgend im Buch Fast Food Nation von Eric Schlosser und im Film Falsches Spiel mit Roger Rabbit verarbeitet. Der Einfluss ist jedoch umstritten. Robert C. Post schrieb, dass landesweit von der Verschwörung nur zehn Prozent, also ungefähr 60 von 600 Verkehrssystemen, betroffen waren, wobei auch von den übrigen annähernd 90 Prozent den Straßenbahnbetrieb einstellten. Cliff Slater kam in seinen Forschungen zur Verkehrsgeschichte in den USA zur Schlussfolgerung, dass Busse auch ohne das Handeln von General Motors die Straßenbahn ersetzt hätten. Randal O’Toole vom Cato Institute, einer libertär ausgerichteten Denkfabrik, argumentiert, dass die Straßenbahn aufgrund der Entwicklung des Verbrennungsmotors und der Massenmotorisierung verschwunden ist.
Vergleichbare Entwicklungen in Westeuropa zeigen, dass auch ohne das Handeln von General Motors eine Vielzahl von Straßenbahnlinien durch mangelnde Gewinnmargen von der Stilllegung bedroht waren und der Niedergang der Straßenbahn begonnen hatte. Während die Straßenbahn in europäischen Großstädten jedoch zum Teil durch U-Bahnen ersetzt wurde, kamen in den USA aufgrund der Interessen von General Motors überwiegend Busse zum Einsatz. Durch sinkendes Angebot und steigende Fahrpreise wurde der öffentliche Personennahverkehr unattraktiver und verlor in vielen Städten die frühere Bedeutung. Neben den fehlenden öffentlichen Investitionen in die Infrastruktur ist der Große Amerikanische Straßenbahnskandal daher eine Ursache für die geringe Verbreitung von öffentlichen städtischen Massenverkehrsmitteln in den USA.
Erst ab den 1980er Jahren entstanden wieder neue Straßenbahn- und Stadtbahnnetze in den USA. So in San Diego (1981), Seattle (1982), Pittsburgh (1984), Portland (1986), Sacramento, San José (beide 1987), Dallas (1989), Los Angeles (1990), St. Louis (1993), Denver (1994), Baltimore (1992), Salt Lake City (1999), Houston, Minneapolis (beide 2004), Phoenix (2008), Washington, D.C (2016), Detroit (2017) und Oklahoma City (2018).